# Jitka Stoklasová
Jitka Stoklasová (* 15. června 1982 Plzeň, Československo) je česká sochařka. V letech 1993–2000 studovala na Masarykově gymnáziu v Plzni. Poté nastoupila na Vyšší odbornou školu zdravotnickou, obor Diplomovaná dětská sestra. Ukončila v roce 2003. Od roku 2002 se díky manželovi věnuje sochařství. Jejím manželem je sochař Marcel Stoklasa.

## Výstavy
- 2013 Informační centrum Toužim.[1]
- 2012 Dotkount se kamene. Regionální muzeum Nečtinska. Nečtiny.[1]

## Dílo
- Anděl. 2015. Pískovec. Nečtiny

## Galerie

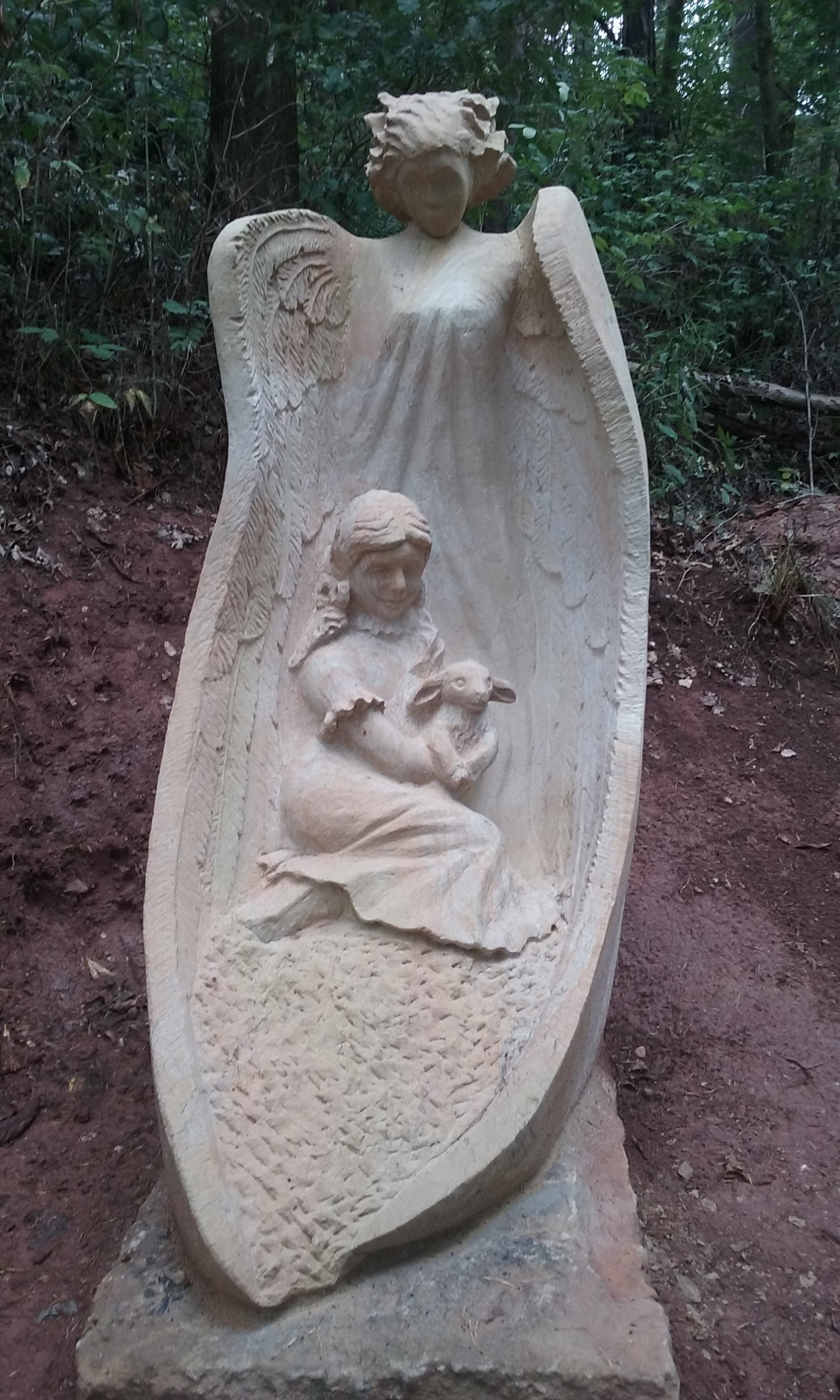
Anděl (2015, pískovec, Nečtiny)
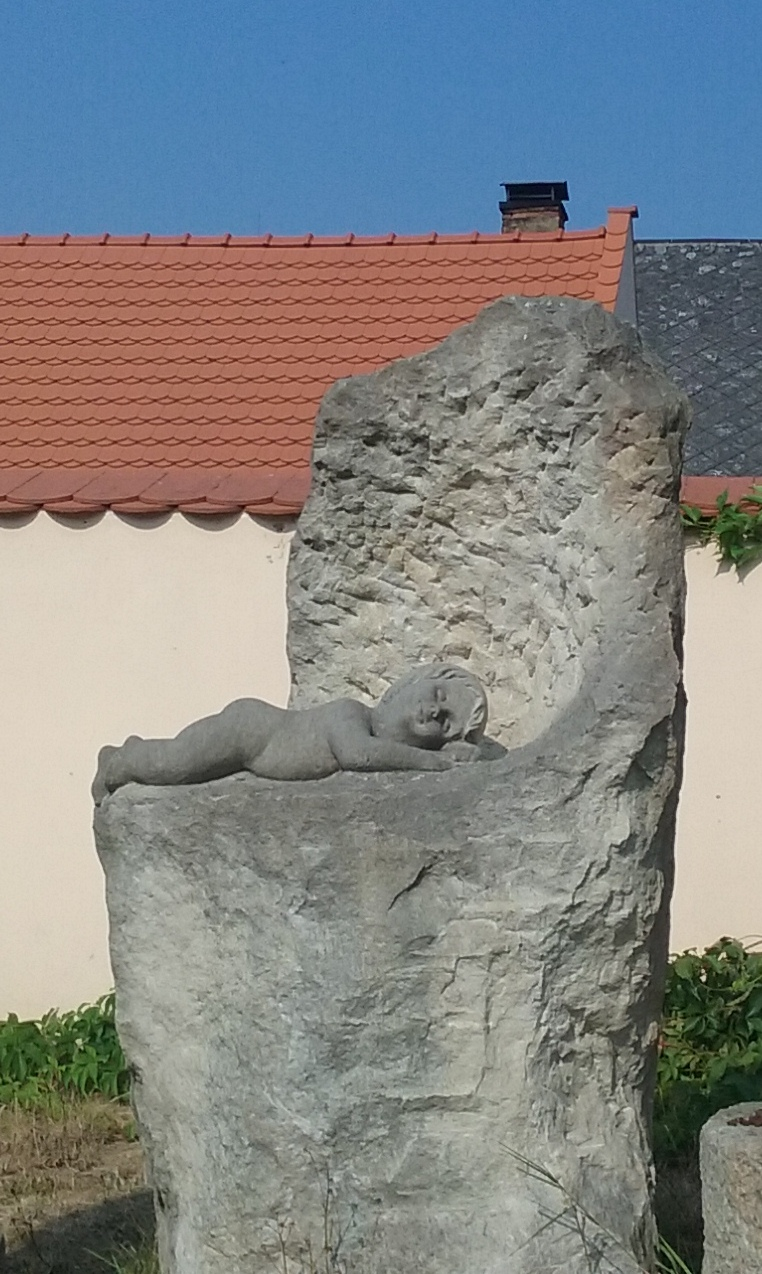
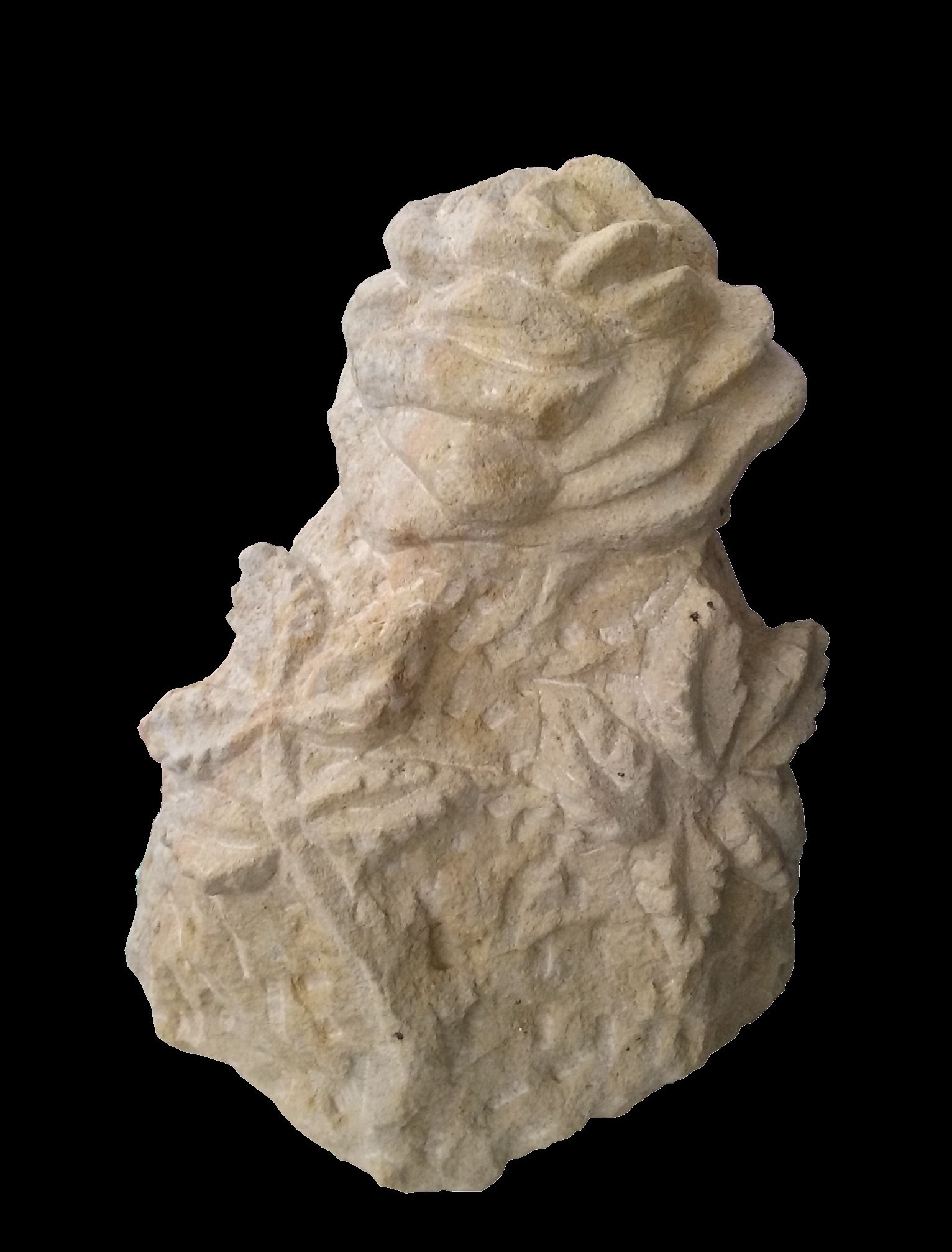
Růže (2015, pískovec)